# 世界プロレス協会
世界プロレス協会（せかいプロレスきょうかい）は、日本の女子プロレス団体。

## 歴史

### ユニット時代
- 2012年5月24日、REINA女子プロレスを退団した上林愛貴と石橋葵、REINA女子プロレスに参戦していたミア・イム、REINA女子プロレスに参戦経験のあるヒロ・トウナイと梶トマトによる性別と国籍の垣根を越えたユニット「世界プロレス協会」を結成。
- 5月24日、REINA女子プロレスが団体からプロモーションに転換してREINA×WORLDになった[1]。
- 同年、REINA×WORLDでワールドトライアウトマッチを行いメンバーを増員。
- 10月6日、アメリカで開催されたREINAワールド女子プロレスの旗揚げ戦に参戦。
- 2013年2月1日、REINAワールド女子プロレスが再びプロモーションに転換して会社名をレイナ・コーポレーションに変更[2]。
- 2月23日、REINA×WORLD東部フレンドホール大会を最後にREINA×WORLDから撤退[3]。以降はKAIENTAI DOJO、大仁田厚プロレスリング、日本各地のローカル団体を転戦。

### 女子プロレス団体時代
- 2013年9月20日、キャットファイト団体「CPE（上林が設立）」新木場1stRING大会でCPEの子会社的位置づけとして世界プロレス協会を女子プロレス団体化することを発表[4]。
- 12月31日、新木場1stRINGで旗揚げ戦を開催。神田愛実がデビュー。
- 2015年12月31日、さちこYOKOZUNAがデビュー。
- 2016年6月19日、梶原ひかりがデビュー。

## 所属選手
- ミス・モンゴル
- 石橋葵
- ブタ・モンゴル
- さちこYOKOZUNA
- 梶原ひかり

## スタッフ

### レフェリー
- マミ松田（フリー）

### リングアナウンサー
- 若林美保（ロック座）

## 歴代所属選手
- AKUBI（現：ミクロ）
- 羽柴まゆみ
- 神田愛実

## ユニット時代のメンバー
- 上林愛貴（リーダー）
- ヒロ・トウナイ
- 梶トマト
- ミニ・トマト
- 石橋葵
- 羽柴まゆみ
- プチ・トマト
- ミア・イム
- アレックス・リー
- クレイジー・マリー・ドブソン